# Antrocephalus biacutus
Antrocephalus biacutus är en stekelart som beskrevs av Schmitz 1946. Antrocephalus biacutus ingår i släktet Antrocephalus och familjen bredlårsteklar. Inga underarter finns listade i Catalogue of Life.